# صموئيل بلاتشفورد
صموئيل بلاتشفورد هو محامي وقاضي وسياسي أمريكي، ولد في 9 مارس 1820 في نيويورك في الولايات المتحدة، وتوفي في 7 يوليو 1893 في نيوبورت في الولايات المتحدة. نشط حزبياً في الحزب الجمهوري. وقد انتخب قاضي محكمة الاستئناف الأمريكية للدائرة الاتحادية ‏ وانتخب قاضي محكمة الاستئناف بالولايات المتحدة للدائرة الثانية ‏ وانتخب معاون قاضي في المحكمة العليا للولايات المتحدة (22 مارس 1882 – 7 يوليو 1893).

## وصلات خارجية
- صموئيل بلاتشفورد على موقع الموسوعة البريطانية (الإنجليزية)
- صموئيل بلاتشفورد على موقع إن إن دي بي (الإنجليزية)